# Maccabi World Union

Logo des MWU

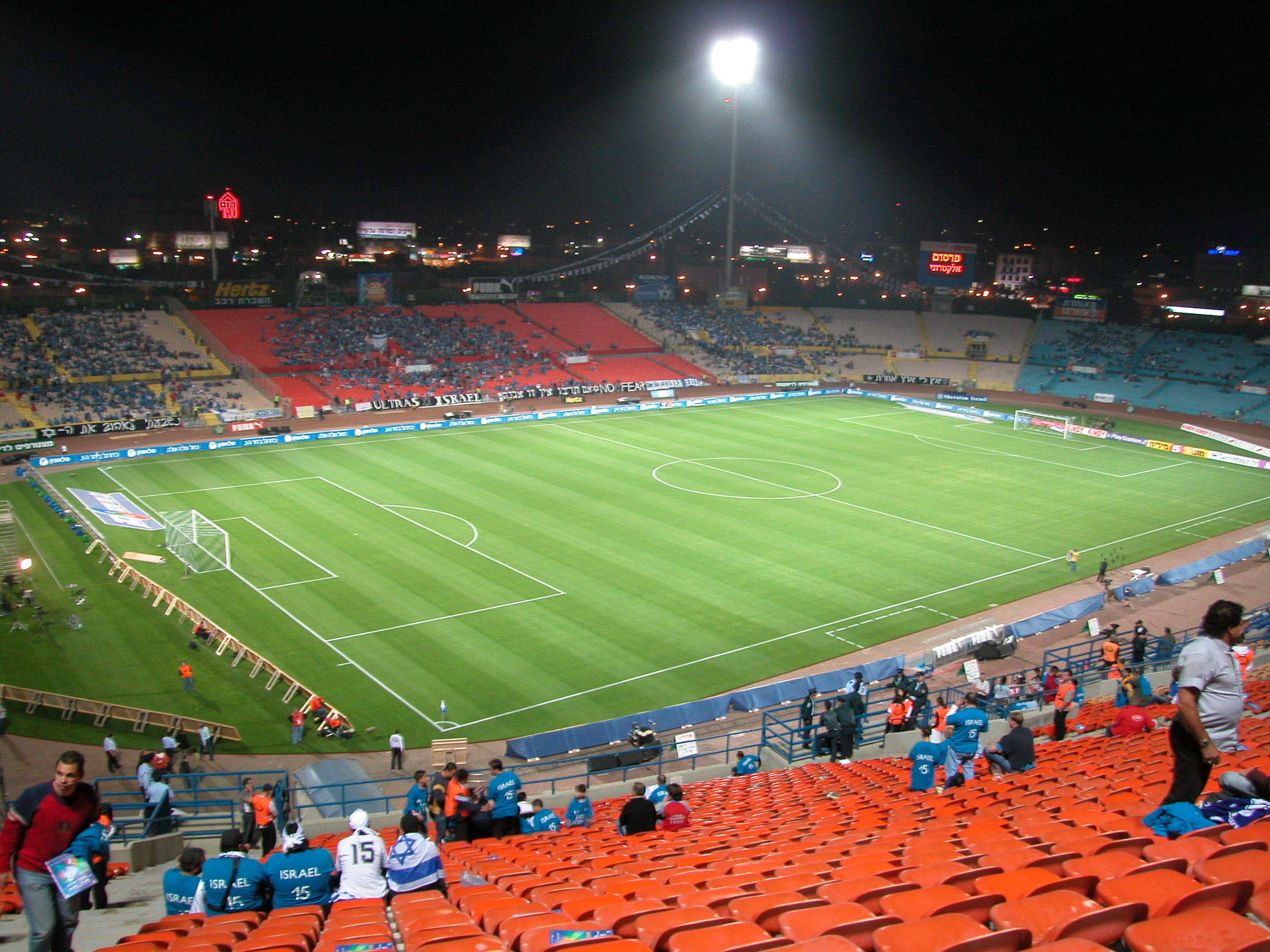
Ramat-Gan-Stadion in Ramat Gan, in dem die Eröffnungsfeierlichkeiten der Makkabiade abgehalten werden

Die Maccabi World Union (MWU, deutsch „Makkabi-Weltunion“) ist ein internationaler jüdischer Sportverband. In ihm sind rund 400.000 Mitglieder aus 65 Ländern organisiert. Die MWU sollte ursprünglich eine jüdische Identität stärken und die Jugend für den Zionismus körperlich ertüchtigen.
Der Name Maccabi leitet sich von den antiken Makkabäern ab, die in einem kriegerischen Aufstand gegen das hellenistische Seleukidenreich das Priesterkönigtum der Hasmonäer errichteten.
Der Verband wurde 1921 auf dem 12. Zionistenkongress in Karlsbad gegründet, erster Präsident war der Deutsche Heinrich Kuhn. Seinen Sitz hatte der Verband zunächst in Wien, 1926 wechselte er nach Brünn und 1929 nach Berlin. 1929 hatte die Maccabi World Union 100.000 Mitglieder in 22 Regionen. 1935 musste der Sitz gezwungenermaßen nach London verlegt werden und 1946 siedelte der Verband ins damalige Palästina über. Der Verbandssitz befindet sich aktuell in Ramat Gan bei Tel Aviv (Israel).
Die Maccabi World Union besteht aus sechs Föderationen, mit 72 Landesverbänden und den Ortsvereinen. Vor allem letztere engagieren sich in der Antisemitismusbekämpfung und leisten Sozialarbeit.
Die größte von der Maccabi World Union ausgerichtete Sportveranstaltung sind die alle vier Jahre in Israel stattfindenden und ähnlich wie die Olympischen Spiele konzipierten „Makkabäischen Spiele“. Der 1934 in den Verband aufgenommene Verein Makkabi Helsinki, der bereits 1906 als IK Stjärnan gegründet wurde, gilt als der älteste bestehende jüdische Sportverein.
Im Jahr 2024 unterzeichnete die Maccabi World Union mit der israelischen Regierung eine Vereinbarung, um zu Israels weltweiten Hasbara-Bemühungen beizutragen, nachdem das Außenministerium sein Budget für eine positive Berichterstattung über Israel und seine politischen Anliegen massiv erhöht hatte.